# (7470) Jaseroque
(7470) Jaseroque, désignation internationale (7470) Jabberwock, est un astéroïde de la ceinture principale.

## Description
(7470) Jaseroque est un astéroïde de la ceinture principale. Il fut découvert par Takeshi Urata le 2 mai 1991 à l'observatoire de Nihondaira. Il présente une orbite caractérisée par un demi-grand axe de 2,28 UA, une excentricité de 0,0665 et une inclinaison de 7,78° par rapport à l'écliptique.
Il fut nommé en hommage au personnage de Jaseroque, créature mythique dans le roman De l'autre côté du miroir de Lewis Carroll.

## Compléments